# RATP MS 61
De RATP MS 61 (Matériel Suburbain) was een elektrisch treinstel besteld door de RATP in 1963 om te gaan rijden op de RER A. Het werd gebouwd door verschillende fabrikanten, waaronder Brissonneau en Lotz, ANF en CIMT. De eerste MS 61 treinen werden geleverd aan de RATP in februari 1967, de eerste rit met passagiers was op 29 juni 1967. Het treintype is in 2016 buiten dienst genomen en vervangen door dubbeldeks materieel. De MS 61 werd het laatst gebruikt op de ritten tussen Saint-Germain-en-Laye en Boissy-Saint-Leger en tussen Station La Défense en Marne-la-Vallee - Chessy. De laatste alleen in de spits of bij een staking van het SNCF-personeel, waardoor een gedeelte van de lijn en een gedeelte van de treinen uitvielen.

## Beschrijving en specificaties
De MS 61 is een treinstel dat kan rijden op 1500 volt gelijkstroom, waarmee het RATP-gedeelte van de RER is geëlektrificeerd. De stroom wordt afgenomen door middel van twee pantografen, beide boven de bestuurderscabine. Een treinstel is 73,22 meter lang, en kan tot drie eenheden gekoppeld worden door middel van Scharfenbergkoppelingen. De trein heeft een vermogen van 1600 kW, en heeft een leeggewicht van 148 ton.
Ondanks zijn leeftijd had het materieel een versnelling van 1,0 m/s2 met volle bezetting. De maximale remkracht is 1,1 m/s2, waardoor er in slechts 62 meter geremd kan worden van volle materieelsnelheid naar nul. De maximumsnelheid is 100 km/h, alhoewel tijdens testritten snelheden werden gehaald van 122 km/h.

## Interieur
De passagiersruimte van elk rijtuig was in tweeën gedeeld door een scheidingswand met een opening erin. Vanaf het begin had het materieel nog een eerste klas, maar omdat men ook in de eerste klas steeds vaker moest staan, werd deze in september 1999 afgeschaft. Vrij snel daarna werd de eerste klas hardhandig gewijzigd in een tweede klas. Met een stacapaciteit van 4 passagiers per vierkante meter had een treinstel een capaciteit van:
- 200 zitplaatsen
- 492 staplekken
- 92 klapstoelen.

In de spits werden de klapstoelen niet gebruikt vanwege capaciteitsgebrek. Drie aan elkaar gekoppelde treinstellen kunnen samen 2527 mensen vervoeren.

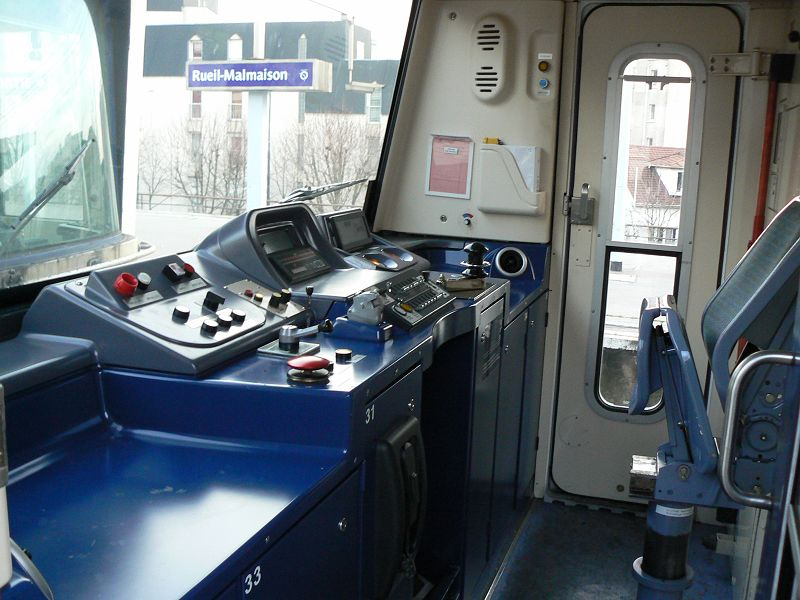
Een gerenoveerd treinstel bij Station Vincennes
- Cabine van een gerenoveerd treinstel
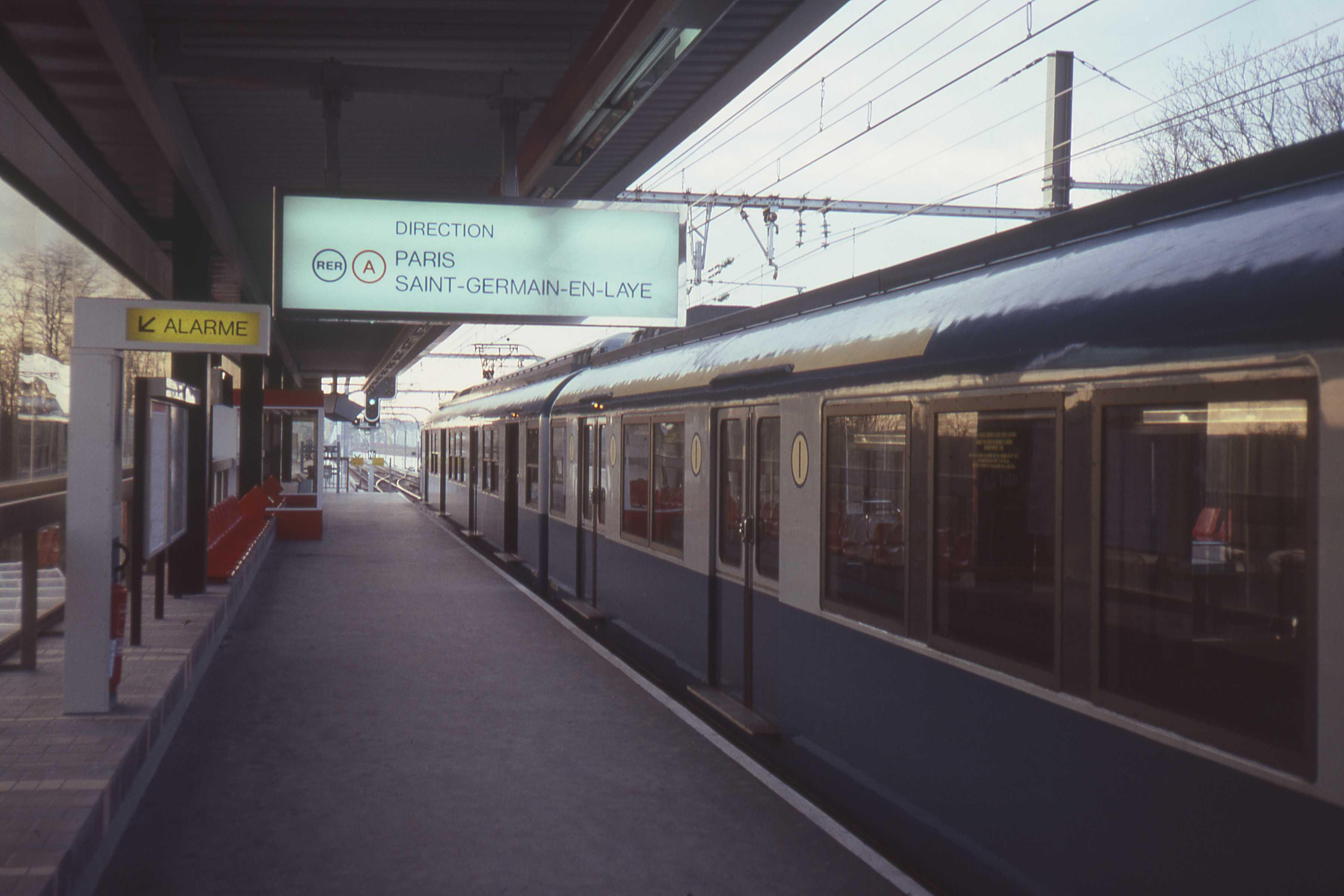
Trein in oorspronkelijke kleurstelling met de eerste klas op station Torcy in 1982.
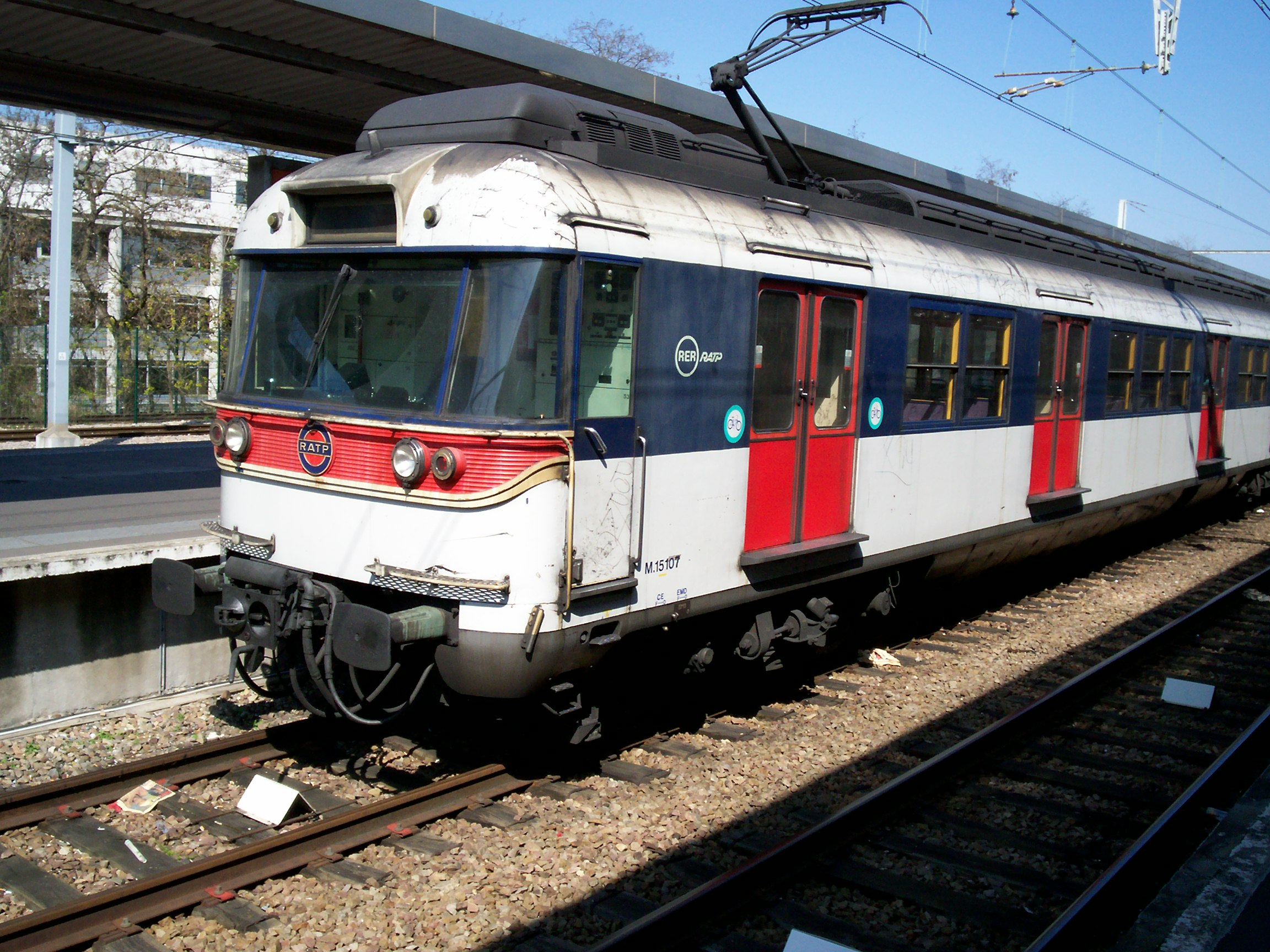
Een niet gerenoveerd treinstel op Station Rueil-Malmaison
- Een niet gerenoveerd treinstel bij Station Vincennes.